# منعكس كوب-تشرشل
منعكس كوب-تشرشل (بالإنجليزية: Churchill–Cope reflex)‏ هو منعكس يحدث نتيجة تمدد في طبقة الأوعية الدموية للرئة، كما هو الحال في الوذمة الرئوية، ويتسبب المنعكس في زيادة في معدل التنفس (تسرع التنفس)
وصف المنعكس عام 1929 من قبل إدروارد تشرشل وأوليفر كوب